# Jarmila Turnovská
Jarmila Turnovská (11. srpna 1930, Praha – 1. března 2010, Praha), rozená Šnejdárková, byla česká televizní scenáristka a dramaturgyně. Pracovala v Československé televizi a posléze v České televizi.

## Život
Vystudovala dramaturgii na DAMU, ještě před jejím dokončením nastoupila do televize. Společně s režisérkou Vlastou Janečkovou, se kterou spolupracovala také na několika pohádkách, napsala scénář k seriálu Kamarádi. Jako dramaturgyně je podepsána pod řadou inscenací a seriálů Československé televize.
Byla též členkou správní rady Nadačního fondu pro českou filmovou a televizní tvorbu.
Její matka byla herečka Jarmila Šnejdárková-Bechyňová (1906-1992), děda byl politik Rudolf Bechyně. Dcera Magdaléna Turnovská (* 1958) je scenáristka (Ordinace v růžové zahradě).